# Moussac (Vienne)
Moussac település Franciaországban, Vienne megyében. Lakosainak száma 433 fő (2022. január 1.). Moussac Adriers, L’Isle-Jourdain, Nérignac, Persac, Queaux és Le Vigeant községekkel határos.

## Népesség
A település népességének változása:
| Lakosok száma | 456  | 443  | 457  | 442  | 441  | 441  | 437  | 431  | 433  |
|               | 2013 | 2015 | 2016 | 2017 | 2018 | 2019 | 2020 | 2021 | 2022 |